# ديفيد بيشوب (كاتب)
ديفيد بيشوب (بالإنجليزية: David Bishop)‏ هو كاتب وكاتب سيناريو نيوزلندي، ولد في 27 سبتمبر 1966 في نيوزيلندا.

## وصلات خارجية
- ديفيد بيشوب على موقع IMDb (الإنجليزية)
- ديفيد بيشوب على موقع ميوزك برينز (الإنجليزية)